# كازويوشي ميورا
كازويوشي ميورا، من مواليد 26 فبراير 1967 في شيزوكا في اليابان، لاعب كرة قدم ياباني.
بدأ ميورا مسيرته الكروية في عام 1986 مع نادي سانتوس واستمر معهم حتى عام 1990، وقد أعير خلال تلك الفترة إلى نادي بالميراس في موسم 1986/1987 ونادي ماتسوبارا في عام 1987، ولعب في موسم 1987/1988 مع نادي كلوب دي ريغاتاس البرازيلي، وفي موسم 1988/1989 انتقل إلى نادي دي جاو، ولعب في عام 1989 مع نادي كورتيبا، وفي عام 1990 لعب مع نادي يوميوري، ولعب معهم حتى عام 1992، وفي موسم 1993/1994 انتقل إلى نادي فيردي كاواساكي.
و في موسم 1994/1995 أصبح أول لاعب ياباني يلعب بالخارج بعد أن انتقل إلى نادي جنوى الإيطالي، ثم عاد في عام 1995 إلى نادي فيردي كاواساكي، وفي عام 1999 انتقل إلى نادي كرواتيا زغرب، وفي موسم 1999/2000 انتقل إلى نادي كيوتو بروبل سانغا، وفي عام 2001 انتقل إلى نادي فيسيل كوبي، ولعب معهم حتى عام 2005، وفي عام 2005 لعب مع نادي يوكوهاما لكرة القدم، وأعير في عام 2005 إلى نادي سيدني.
و قد شارك مع منتخب اليابان لكرة القدم في 91 مباراة دولية وسجل 56 هدف، وهو يعتبر ثاني هدافي المنتخب بعد الهداف التاريخي لمنتخب اليابان لكرة القدم Kunishige Kamamoto.

## وصلات خارجية
- كازويوشي ميورا على موقع الاتحاد الدولي (مؤرشف)  (الإنجليزية)
- كازويوشي ميورا على موقع رابطة كرة القدم اليابانية للمحترفين (اليابانية)
- كازويوشي ميورا على موقع قاعدة بيانات كرة القدم.إي يو (الإنجليزية)
- كازويوشي ميورا على موقع ليكيب (الفرنسية)
- كازويوشي ميورا على موقع ناشيونال فوتبول تيمز (الإنجليزية)
- كازويوشي ميورا على موقع Soccerbase.com (لاعب) (الإنجليزية)
- كازويوشي ميورا على موقع Soccerway.com (الإنجليزية)
- كازويوشي ميورا على موقع عالم كرة القدم.نت (الإنجليزية)

| سبقه لا أحد | أفضل لاعب آسيوي 1993 | تبعه · السعودية سعيد العويران |

1. ↑  "MIURA Kazuyoshi". Japan National Football Team Database. مؤرشف من الأصل في 2016-03-18. اطلع عليه بتاريخ 2013-01-08.